# Турн и Таксис
Турн и Таксис (на немски: Thurn und Taxis) е немски висш аристократичен род, който живее в Регенсбург от 1748 г.

## История
От ХVІ до ХVІІІ век родът забогатява с пощенско предприятие, през ХІХ век има промишлени предприятия и пивоварни.
През ХV век членове на рода Таксис са куриери на служба при папата. През 1490 г. Жането (1450–1517/8), брат му Франц (1459–1517) и племенникът им Йохан Баптиста фон Таксис (1470–1541) служат в Инсбрук при Максимилиан I (римско-немски крал и бъдещ император). Те образуват за Максимилиан I през 1490 г. пощенска система в щафетна форма със смяна на конниците и конете.
През 1512 г. Франц и Йохан Баптиста фон Таксис получават обикновено благородническо писмо. Едва през 1608 г. Таксис са издигнати в имперското фрайхерско общество. От 1615 г. пощенският генералат става наследствен и оттогава Таксис стават имперски генерал-наследствени майстори. През 1624 г. фрайхер Ламорал фон Таксис (1557–1624) и синът му Леонард II (1594–1628) са издигнати до наследственото графско общество. През 1695 г. граф Ойген Александер фон Турн и Таксис (1652–1714) е издигнат за имперски княз.
От 1990 г. старши на рода е княз Алберт фон Турн и Таксис (р. 24 юни 1983, Регенсбург), който е на 76-о място в списъка на най-богатите в Германия.

### Таксис
Произлизащият от италианския гр. Камерата Корнело при Бергамо род Таксис първо се нарича Тасо, от което се образува името Таксис. Родът започва с Хомодеус де Тасис от 1251 г.

### Турн
През 1624 г. брюкселските членове на Таксис са издигнати за графове. През 1329 г. Волвено дела Торе] е споменат в документ. Тогава родът Таксис подава молба при императора за промяна на името. При понемчването Турм (Торре) става Турн.
От 1650 г. брюкселските Таксис с разрешението на император Фердинанд III се наричат фон Турн, Валсасина и Таксис, от което става Турн и Таксис, във френскоговорещата територия de la Tour et Tassis. Инсбрукският и Аугсбургският клон също се преименуват.